# مصطفی کمال پورتراب
مصطفی کمال پورتراب (زادهٔ ۲۳ شهریور ۱۳۰۳ در تهران – درگذشتهٔ ۸ آبان  ۱۳۹۵)، آهنگ‌ساز ایرانی و از استادان تئوری موسیقی بود. او از اعضای هیئت مؤسس و نایب‌رئیس شورای عالی خانه موسیقی ایران بود.

## زندگی
مصطفی کمال پورتراب سال ۱۳۰۳ در تهران به دنیا آمد. پدرش از افسران نظامی شوروی بود که بعد از انقلاب اکتبر سال ۱۹۱۷ به ایران آمد و ازدواج کرد. فرزند اول خانواده بود و در پنج سالگی، پدرش یک فلوت برایش خرید و مصطفی با آن برای بچه‌های محله آهنگ‌هایی را که شنیده بود می‌نواخت. پس از آموختن مقدمات موسیقی سال ۱۳۱۸ وارد دوره شش ساله متوسطه هنرستان عالی موسیقی شد و تا سال ۱۳۲۴ که مدرک دیپلم را دریافت کرد، سازهای متنوعی نظیر فاگوت را از یاروسلاوبیزا، ویولن را از حشمت سنجری و عطاالله خادم میثاق و تار را از موسی معروفی فرا گرفت. وی هم‌چنین تئوری موسیقی ایرانی را نزد روح‌الله خالقی آموخت و در فراگیری آواز گروهی از آموزش‌های روبیک گریگوریان و در سرایش از آموزش‌های فریدون فرزانه و پاتما گریان استفاده کرد. پس از آن، به دلیل این که امکان تحصیل در دورهٔ عالی آهنگسازی در هنرستان وجود نداشت، به‌طور خصوصی نزد پرویز محمود به فراگیری آهنگسازی پرداخت. او بعداً همین رشته را در هنرستان نیز ادامه داد و در سال ۱۳۳۹ فارغ‌التحصیل شد. از استادان دیگر او می‌توان به گیتی امیرخسروی اشاره نمود. او بعدها در سال ۱۳۴۶ دوره‌ای تکمیلی نیز در فرانسه گذراند.
کمال پورتراب از ۱۳۲۴ تدریس موسیقی را آغاز کرد. وی در سال ۱۳۴۰ به عنوان سرپرست ۲ ارکستر اداره کل هنرهای زیبا مشغول به کار شد. هم‌چنین در فاصله ۱۳۵۰ تا ۱۳۵۲ مدیر هنرستان موسیقی ایران شد. در سال ۱۳۵۶ هیئت بررسی و ارزشیابی هنری مدرسین هنرستان عالی به وی عنوان استادی اعطا کرد.
بعد از انقلاب ۱۳۵۷ در ایران، کمال پورتراب به تدریس هارمونی و کنترپوان به صورت خصوصی ادامه داد و پس از گذشت چند سال، به عنوان استاد دانشکده موسیقی دانشگاه هنر و دانشگاه آزاد نیز به صورت رسمی در این زمینه تدریس کرد.
کمال پورتراب چندین قطعه موسیقی خلق کرده و چند کتاب نیز نوشته یا ترجمه کرده‌است. یکی از پرفروش‌ترین آثار او کتابی به نام تئوری موسیقی است که تا سال ۱۳۹۳ به چاپ پنجاه و سوم رسید.
مصطفی کمال پورتراب در زمان فعالیت، عضویت شوراهای متعددی در وزارت فرهنگ و هنر، وزارت فرهنگ و ارشاد اسلامی، فرهنگستان زبان، انستیتو تحقیقات موسیقی‌شناسی ایران، انجمن ژونس موزیکال و چندین انجمن و مؤسسه دیگر را عهده‌دار بود.
وی در سال ۱۳۸۷ به عنوان چهره ماندگار موسیقی ایران انتخاب شد.

## درگذشت
وی در ۲ تیر ۱۳۹۵ در ۹۱ سالگی به علت کهولت سن در تهران درگذشت و پیکرش صبح روز جمعه، ۴ تیرماه از مقابل تالار وحدت تشییع و در قطعه هنرمندان بهشت زهرا دفن شد.

### تألیف
- تئوری موسیقی، نشر چشمه، شابک ‎۹۶۴-۶۱۹۴-۲۷-۳
- مق‍دمه‌ای بر مب‍انی آهن‍گس‍ازی، نشر چشمه، شابک ‎۹۶۴-۶۱۹۴-۴۳-۵
- آهن‍گ‌ه‍ای برگزیده برای پی‍انو، انتشارات سرود، شابک ‎۹۶۴-۵۸۴۲-۰۵-۰

### ترجمه
- متد آموزش پیانو اروپا، ترجمهٔ پویان آزاده، ویرایش مصطفی کمال پورتراب، نشر چشمه
- کن‍ترپوان به زبان ساده، نوشتهٔ اچ. سی.ال. است‍اک، شابک ‎۹۶۴-۵۸۴۲-۰۳-۴
- تج‍زیه و تح‍لی‍ل موسی‍قی برای جوانان، نوشتهٔ ل‍ئ‍ونارد برنس‍تاین، شابک ‎۹۶۴-۶۱۹۴-۲۳-۰
- هارمونی بر روی شستی‌های پیانو، نوشتهٔ کارل پدرن، انتشارات چنگ، شابک ‎۹۶۴-۸۵۳۸-۴۱-۷
- تک‍الی‍ف و حل مس‍ائ‍ل ت‍ئ‍وری موسی‍قی و تع‍لی‍م خط و خوشن‍ویس‍ی، نوشتهٔ اتوره پوتس‍ولی، شابک ‎۹۶۴-۶۱۹۴-۰۴-۴
- آموزش کن‍تر پوان مدال (مق‍امی)، نوشتهٔ مارسل دوپر، انتشارات چنگ، شابک ‎۹۶۴-۸۵۳۸-۴۳-۳
- هارمونی کلاسی‍ک، نوشتهٔ سی. اچ. کی‍تس‍ون
- موسیقی مدرن، نوشتهٔ موریس لورو، شابک ‎۹۶۴-۶۱۹۴-۹۹-۰
- موتس‍ارت، نوشتهٔ یان مک لی‍ن
- زندگی پراضطراب چایک‍وفس‍کی، نوشتهٔ هربرت ولس‍توک
- هانون، نوشتهٔ شارل لویی، شابک ‎۹۶۴-۵۸۴۲-۳۸-۷
- هارمونی مدرن (توضی‍ح و کاربرد آن)، نوشتهٔ ایگ‍لف‍یل‍د هال
- هماهنگی علمی و عملی، نوشتهٔ هانری سارلی، انتشارات چنگ، ۹–۹۲–۸۰۲۶۰۳–۰–۹۷۹ ISMN